# 老西门街道
老西门街道是中国上海市黄浦区下辖的一个街道。面积1.21平方公里。户籍人口9.08万人（2008年），范围东至光启南路、跨龙路，南至陆家浜路，西至肇周路、西藏南路，北至复兴东路，街道办事处驻大吉路65号。

## 行政区划
老西门街道下辖以下地区：
大兴居委会、大林居委会、文庙居委会、学宫街居委会、曹家街居委会、艾家弄居委会、小桃园居委会、方斜居委会、牌楼居委会、也是园居委会、龙门村居委会、小西门居委会、唐家湾居委会、净土街居委会、乔家栅居委会、陆兴居委会、明日星城居委会、陆迎居委会。